# Lilla Stussvattnet
Lilla Stussvattnet är en sjö i Uddevalla kommun i Bohuslän och ingår i Bäveåns huvudavrinningsområde. Sjön är 4,6 meter djup, har en yta på 0,008 kvadratkilometer och är belägen 125 meter över havet.